# 関根政美
関根 政美（せきね まさみ、1951年1月16日 - ）は、日本の社会学者。慶應義塾大学法学部教授。専門は、国際社会学・オーストラリア研究。

## 来歴
1974年慶應義塾大学法学部卒業後、同大学大学院社会学研究科に進学、同博士課程単位取得退学 。オーストラリア・ニューサウスウェールズ大学留学を経て、博士（社会学）の学位を取得。在オーストラリア日本国大使館専門調査員を経て、現職。

## 著書

### 単著
- 『マルチカルチュラル・オーストラリア――多文化社会オーストラリアの社会変動』（成文堂, 1989年）
- 『エスニシティの政治社会学――民族紛争の制度化のために』（名古屋大学出版会, 1994年）
- 『多文化主義社会の到来』（朝日新聞社, 2000年）

### 共著
- （鈴木雄雅・竹田いさみ・加賀爪優・諏訪康雄）『概説オーストラリア史』（有斐閣, 1988年）

### 編著
- 『東アジアの電子ネットワーク戦略』（慶應義塾大学出版会, 2008年）

### 共編著
- （有末賢・霜野壽亮）『社会学入門』（弘文堂, 1996年）
- （可児弘明・国分良成・鈴木正崇）『民族で読む中国』（朝日新聞社, 1998年）
- （山本信人）『現代東アジアと日本（4）海域アジア』（慶應義塾大学出版会, 2004年）
- （塩原良和）『多文化交差世界の市民意識と政治社会秩序形成』（慶應義塾大学出版会, 2008年）

### 訳書
- D・ジェンシュ『オーストラリア政治入門』（慶應通信, 1985年）
- ビル・フォード, デビッド・プラウマン編『オーストラリア労働組合入門――労働組合の構造と機能』（慶應通信, 1987年）
- V・J・カラン『オーストラリア社会問題入門』（慶應通信, 1994年）
- S・カースルズ, M・J・ミラー『国際移民の時代』（名古屋大学出版会, 1996年）
- デレック・ヒーター『市民権とは何か』（岩波書店, 2002年）